# Barri Griffiths
Barri Griffiths (Porthmadog, 13 januari 1982), beter bekend als Mason Ryan, is een Welsh professioneel worstelaar die werkzaam was bij WWE op NXT Wrestling.

## Professionele worstelcarrière

### Training en begin carrière (2006–2008)
Griffiths startte in 2006 op een professionele worstelschool in Birkenhead om een professionele worstelaar te worden, dit nadat de worstel promotor Orig 'El Bandito' Williams aanwezig was bij een lokale worstelshow, waar Griffiths met een vriend optrad, deze stelde hem voor om te professioneel worstelaar te worden. Sinds 2007 worstelde Griffiths onder de ringnamen Celtic Warrior en Smackdown Warrior. Hij worstelde meer dan 100 wedstrijden in verschillende landen, vooral in Egypte en Venezuela. Hij werd in Groot-Brittannië voorgesteld in een Battle of the Nations tag team match tussen Groot-Brittannië en Oostenrijk. Hij verloor samen met Drew McDonald en Sheamus O'Shaunessy van Chris Raaber, Michael Kovac en Robert Ray Kreuzer op de European Wrestling Association-show Night of Gladiators in juni 2007. Later had hij contact met de World Wrestling Entertainment (WWE), Griffiths had zijn laatste show in Wales op Ganolfan, Porthmadog in oktober 2008, waar hij een een-op-eenmatch won.

### World Wrestling Entertainment/WWE (2009-2014)
In midden 2009, tekende Griffiths een contract met WWE. Toen hij zijn werkvisum ontving, debuteerde hij in januari 2010 op Florida Championship Wrestling (FCW) als Mason Ryan. In zijn eerste wedstrijden, worstelde Ryan tegen Johnny Curtis, Tyler Reks, Johnny Prime en Hunico.
Op 22 juli 2010, won Ryan de Triple Threat match voor het FCW Florida Heavyweight Championship tegen de verdedigende kampioen Alex Riley en Johnny Curtis. In november 2010, toerde Ryan in Europa met het SmackDown-rooster. Tijdens de Europese tour, won Ryan twee keer van Chavo Guerrero.
Op 17 januari 2011, in een aflevering van Raw, probeerde Ryan John Cena af te leiden tijdens een wedstrijd met CM Punk. Na de wedstrijd aanvaardde Ryan het Nexus-armbandje van CM Punk en werd zo het nieuwe lid van The Nexus. Later liep Ryan een blessure op en was wekenlang inactief. Tijdens de Superstars-aflevering van 8 september 2011 maakte Ryan zijn rentree op televisie en versloeg JTG en veranderde voor het eerst in een face (held).
In het voorjaar van 2012 onderging Ryan een operatie en was hij maandenlang uit competitie. In het najaar maakte Ryan zijn rentree in de ring en verscheen sporadisch tijdens shows op televisie. In 2013 keerde hij terug naar NXT Wrestling om zijn opleiding als volwaardig professioneel worstelaar te voltooien. Sinds 30 april 2014 staat Ryan niet meer onder contract bij WWE.

## In het worstelen
- Finishers
  - Full nelson slam
  - House of Pain
  - Pumphandle slam
  - Vertical suplex powerslam
- Kenmerkende bewegingen
  - Big boot
  - Delayed vertical suplex
  - Fallaway slam
  - Meerdere 'clothesline' variaties
    - Running
    - Short-arm

  - Military press slam or drop
  - Running shoulder thrust
- Managers
  - Orig Williams
  - Byron Saxton
- Bijnaam
  - "Barri 10 foot"
- Opkomstnummers

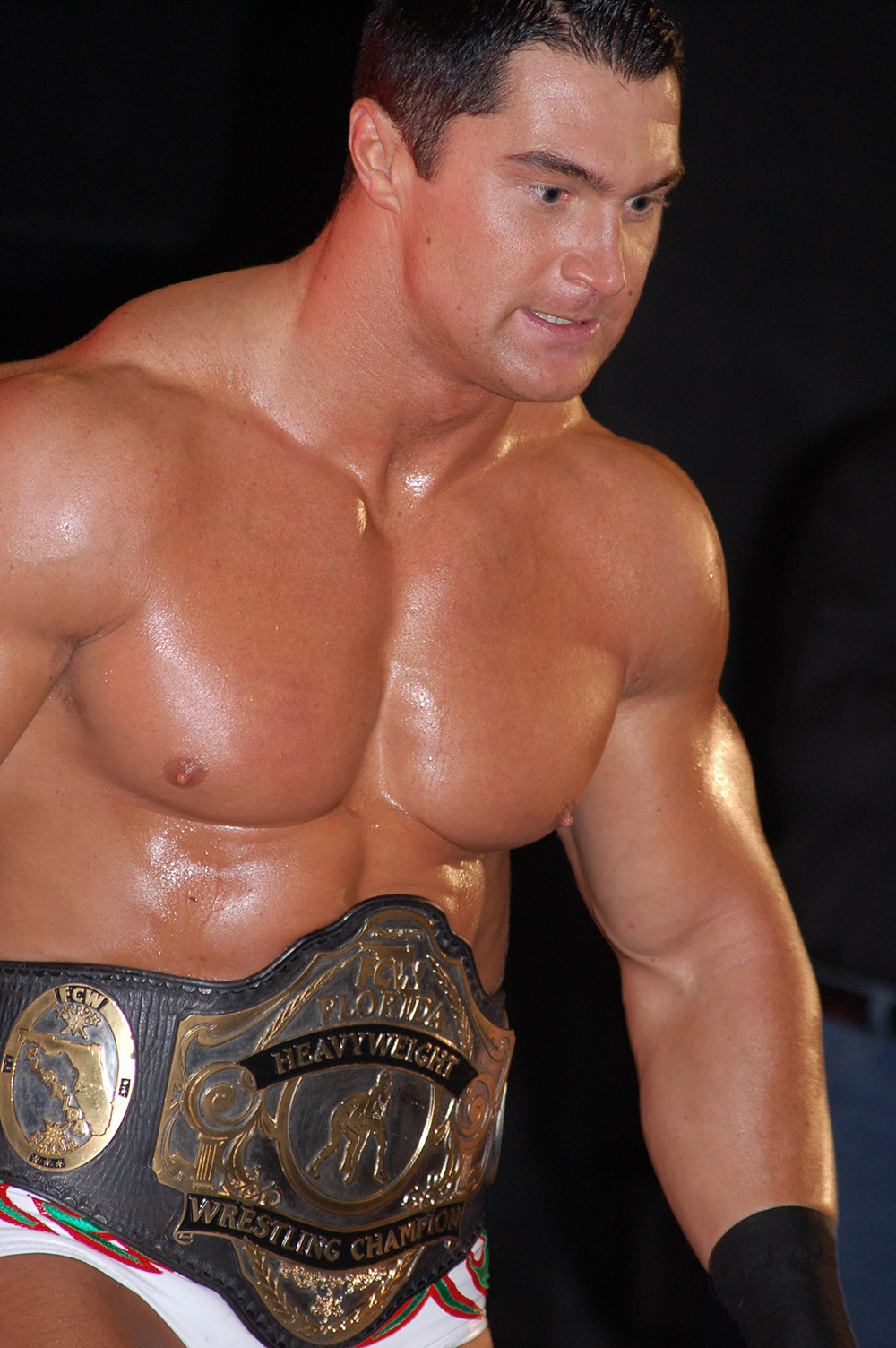
Griffiths als FCW Florida Heavyweight Champion in 2010

  - "This Fire Burns" van Killswitch Engage (17 januari 2011 - 11 juli 2010; gebruikt als lid van The New Nexus)
  - "Here and Now or Never" (Instrumental) van The Heroes Lie (september 2011–present)

## Prestaties
- Florida Championship Wrestling
  - FCW Florida Heavyweight Championship (1 keer)